# 第74回都市対抗野球大会予選
第74回都市対抗野球大会予選は、第74回都市対抗野球大会本戦出場に至るまでの全507試合の結果をまとめたものである。なお、代表決定戦以外でのコールドゲーム、延長戦のイニングについては記していない。

## 北海道地区

### 1次予選
- 1回戦

ウイン北広島　5－1　札幌ブルーインズ
オール苫小牧　3－0　森倶楽部
小樽野球協会　2－1　旭川グレートベアーズ
札幌ホーネッツ　19－3　札幌ブルーマックス
札幌倶楽部　6－5　函館太洋倶楽部
JR北海道　13－1　旭川自衛隊
WEEDしらおい　12－5　帯広倶楽部
- 2回戦

ウイン北広島　5－0　ブレーブくしろ
小樽野球協会　8－6　オール苫小牧
札幌ホーネッツ　7－2　札幌倶楽部
JR北海道　7－0　WEEDしらおい
- 3回戦

サンワード貿易　10－0　ウイン北広島
航空自衛隊千歳　5－1　小樽野球協会
室蘭シャークス　8－0　札幌ホーネッツ
JR北海道　4－1　NTT北海道
- 敗者復活1回戦

ウイン北広島　4－3　小樽野球協会
NTT北海道　10－0　札幌ホーネッツ
- 敗者復活2回戦

NTT北海道　9－0　ウイン北広島
- 代表決定戦

サンワード貿易　4－3　航空自衛隊千歳
JR北海道　4－1　室蘭シャークス
- 第3代表決定戦

室蘭シャークス　7－2　航空自衛隊千歳
- 第4代表決定戦

NTT北海道　5－0　航空自衛隊千歳
サンワード貿易、JR北海道、室蘭シャークス、NTT北海道が2次予選に進出

### 2次予選
- 代表決定リーグ戦

第1戦　サンワード貿易　8－0　JR北海道
第2戦　室蘭シャークス　14－6　NTT北海道
第3戦　サンワード貿易　9－0　NTT北海道
第4戦　JR北海道　4－2　室蘭シャークス
第5戦　NTT北海道　5－2　JR北海道
第6戦　サンワード貿易　15－0　室蘭シャークス　（7回コールド）
- 順位決定リーグ戦

第1戦　JR北海道　7－2　NTT北海道
第2戦　室蘭シャークス　5－3　JR北海道
第3戦　室蘭シャークス　11－2　NTT北海道
（最終結果　1位：サンワード貿易（3勝）、2位・室蘭シャークス（1勝2敗）、3位・JR北海道（1勝2敗）、4位・NTT北海道（1勝2敗））
サンワード貿易が本戦出場

## 東北地区

### 青森県1次予選
- 1回戦

羽柴ファイターズ　11－6　全弘前倶楽部
三菱製紙八戸クラブ　8－1　オール青森クラブ
- 敗者復活戦

全弘前倶楽部　8－2　オール青森クラブ
- 準決勝

三菱製紙八戸クラブ　8－3　羽柴ファイターズ
自衛隊青森　7－6　全弘前倶楽部
- 代表決定戦

三菱製紙八戸クラブ　8－2　自衛隊青森
三菱製紙八戸クラブが東北2次予選に進出

### 岩手県1次予選
- クラブ1回戦

花巻硬友クラブ　25－3　住田硬式野球クラブ
盛岡市立クラブ　6－3　前沢野球倶楽部
雫石クラブ　5－4　高田クラブ
オール江刺　9－1　一戸桜陵クラブ
盛岡倶楽部　8－1　一関三星倶楽部
佐藤組北上球友　8－0　宮古倶楽部
釜石野球団　8－1　福高クラブ
赤崎野球クラブ　13－1　黒陵クラブ
盛友クラブ　5－2　大槌倶楽部
- クラブ代表決定戦

オール江刺　10－0　盛岡倶楽部
佐藤組北上球友　6－2　釜石野球団
赤崎野球クラブ　2－0　盛友クラブ
盛岡市立クラブ　5－1　花巻硬友倶楽部
遠野クラブ　5－2　雫石クラブ
- 1回戦

JAいわて　2－1　オール江刺
赤崎野球クラブ　6－5　遠野クラブ
久慈クラブ　12－0　盛岡市立クラブ
水沢駒形野球倶楽部　11－2　佐藤組北上球友
- 2回戦

宮城建設　12－4　JAいわて
赤崎野球クラブ　2－1　オール不来方
久慈クラブ　7－5　JR盛岡
太平洋セメント　2－1　水沢駒形野球倶楽部
- 敗者復活1回戦

JR盛岡　9－2　オール江刺
JAいわて　10－2　盛岡市立クラブ
水沢駒形野球倶楽部　5－2　遠野クラブ
オール不来方　10－6　佐藤組北上球友
- 敗者復活2回戦

水沢駒形野球倶楽部　10－0　JR盛岡
オール不来方　2－1　JAいわて
- 準決勝

宮城建設　15－3　赤崎野球クラブ
太平洋セメント　8－0　久慈クラブ
- 敗者復活3回戦

赤崎野球クラブ　3－0　水沢駒形野球倶楽部
オール不来方　4－2　久慈クラブ
- 敗者復活4回戦

赤崎野球クラブ　6－3　オール不来方
- 第1代表決定戦

宮城建設　3－1　太平洋セメント
- 第2代表決定戦

太平洋セメント　5－0　赤崎野球クラブ
宮城建設、太平洋セメントが東北2次予選に進出

### 秋田県1次予選
- 1回戦

秋田王冠クラブ　10－6　能代松陵クラブ
秋田ベースボールクラブ　7－5　大曲ベースボールクラブ
- 2回戦

ユーランドクラブ　11－1　互大設備ダイヤモンドクラブ
JR秋田　6－5　秋田経法大校友クラブ
TDK　4－0　秋田王冠クラブ
秋田銀行　10－7　秋田ベースボールクラブ
- 準決勝（代表決定戦）

TDK　13－0　ユーランドクラブ
秋田銀行　8－3　JR秋田
- 決勝

TDK　8－4　秋田銀行
TDK、秋田銀行が東北2次予選に進出

### 宮城県1次予選
- クラブ1回戦

TFUクラブ　10－0　青葉クラブ
サニークラブ　6－4　S・Aクラブ
白山クラブ　11－2　登米クラブ
北杜学園クラブ　12－2　石巻日和倶楽部
- クラブ2回戦

TFUクラブ　8－1　サニークラブ
白山クラブ　7－0　北杜学園クラブ
- クラブ敗者復活戦

北杜学園クラブ　5－0　サニークラブ
- 1回戦

JT　12－0　北杜学園クラブ
七十七銀行　3－2　日本製紙石巻
NTTグループ東北マークス　11－1　白山クラブ
JR東日本東北　23－0　TFUクラブ
- 敗者復活1回戦

日本製紙石巻　13－5　北杜学園クラブ
白山クラブ　10－2　TFUクラブ
- 準決勝（代表決定戦）

七十七銀行　4－3　JT
NTTグループ東北マークス　7－3　JR東日本東北
- 敗者復活2回戦（代表決定戦）

JR東日本東北　14－0　日本製紙石巻
JT　11－0　白山クラブ
- 第1,2代表決定戦

七十七銀行　4－2　NTTグループ東北マークス
- 第3,4代表決定戦

JR東日本東北　5－3　JT
七十七銀行、NTTグループ東北マークス、JR東日本東北、JTが東北2次予選に進出

### 山形県1次予選
- 1回戦

新庄球友クラブ　4－3　マリーンベースボールクラブ酒田
山形しあわせ銀行　9－0　鶴岡野球クラブ
- 敗者復活戦

鶴岡野球クラブ　8－4　マリーンベースボールクラブ酒田
- 決勝（代表決定戦）

山形しあわせ銀行　10－0　新庄球友クラブ
- 第2代表決定戦

鶴岡野球クラブ　8－5　新庄球友クラブ
山形しあわせ銀行、鶴岡野球クラブが東北2次予選に進出

### 福島県1次予選
- 1回戦

いわきベースボールクラブ　6－2　福島硬友クラブ
保原クラブ　6－5　あぶくまベースボールクラブ
表郷硬友クラブ　7－6　二本松クラブ
須賀川クラブ　7－6　いわき菊田クラブ
オールいわきクラブ　（不戦勝）　田島硬式野球クラブ
オール双葉野球クラブ　17－2　岩瀬書店クラブ
全白河野球クラブ　4－3　川俣クラブ
- 2回戦

オールいわきクラブ　12－1　飯野クラブ
郡山ベースボールクラブ　6－0　いわきベースボールクラブ
保原クラブ　8－3　小峰クラブ
自衛隊福島　5－3　須賀川クラブ
オール喜多方クラブ　7－5　表郷硬友クラブ
福島クラブ　16－6　ニュー相馬クラブ
オール双葉野球クラブ　10－0　矢吹クラブ
全白河野球クラブ　11－3　北斗野球クラブ
- 準々決勝

オール双葉野球クラブ　（不戦勝）　自衛隊福島
全白河野球クラブ　10－7　オールいわきクラブ
郡山ベースボールクラブ　3－1　オール喜多方クラブ
福島クラブ　6－3　保原クラブ
- 準決勝

全白河野球クラブ　14－8　オール双葉野球クラブ
福島クラブ　7－6　郡山ベースボールクラブ
- 決勝（代表決定戦）

福島クラブ　3－2　全白河野球クラブ
福島クラブが東北2次予選に進出

### 東北2次予選
- 1回戦

NTTグループ東北マークス　9－0　鶴岡野球クラブ
JR東日本東北　6－0　三菱製紙八戸クラブ
太平洋セメント　4－2　秋田銀行
JT　21－0　福島クラブ
- 2回戦

七十七銀行　7－0　太平洋セメント
NTTグループ東北マークス　7－0　宮城建設
TDK　2－0　JR東日本東北
JT　1－0　山形しあわせ銀行
- 敗者復活1回戦

JR東日本東北　20－5　福島クラブ
鶴岡野球クラブ　4－3　太平洋セメント
山形しあわせ銀行　9－2　三菱製紙八戸クラブ
秋田銀行　5－2　宮城建設
- 敗者復活2回戦

山形しあわせ銀行　19－0　鶴岡野球クラブ
JR東日本東北　2－0　秋田銀行
- 準決勝

TDK　8－0　NTTグループ東北マークス
七十七銀行　3－2　JT
- 敗者復活3回戦

JT　8－2　JR東日本東北
NTTグループ東北マークス　9－6　山形しあわせ銀行
- 敗者復活4回戦

JT　6－4　NTTグループ東北マークス
- 第1代表決定戦

七十七銀行　1－0　TDK
- 第2代表決定戦

TDK　2－1　JT
七十七銀行、TDKが本戦出場

## 北関東地区

### 茨城県1次予選
- 1回戦

全日立ドリームズ　8－3　全鹿嶋倶楽部
全水戸野球クラブ　9－2　大子ベアーズ
鹿島レインボーズ　5－4　全神栖硬式野球クラブ
鉾田硬式野球クラブ　6－5　全東海野球団
大宮クラブ　18－3　全フィフティ小川
- 2回戦

JR水戸　13－1　全水戸野球クラブ
日立製作所　5－4　全日立ドリームズ
鹿島レインボーズ　7－5　鉾田硬式野球クラブ
住友金属鹿島　7－0　大宮クラブ
- 準決勝（代表決定戦）

日立製作所　8－1　JR水戸
住友金属鹿島　11－1　鹿島レインボーズ
- 決勝

住友金属鹿島　4－2　日立製作所
住友金属鹿島、日立製作所が北関東2次予選に進出

### 栃木県1次予選
- 1回戦

作新クラブ　3－2　宇都宮大学OBクラブ
宇工OBクラブ　5－4　全鹿沼野球部
佐野日大クラブ　11－1　コットンウェイ硬式野球倶楽部
THREE NINE CLUB　（不戦勝）　烏山倶楽部
- 2回戦

全足利クラブ　10－0　作新クラブ
宇工OBクラブ　6－4　全栃木野球倶楽部
佐野日大クラブ　5－2　城山倶楽部
THREE NINE CLUB　12－4　全宇都宮野球クラブ
- 準決勝（代表決定戦）

全足利クラブ　9－2　宇工OBクラブ
THREE NINE CLUB　10－9　佐野日大クラブ
- 決勝

全足利クラブ　17－1　THREE NINE CLUB
全足利クラブ、THREE NINE CLUBが北関東2次予選に進出

### 群馬県1次予選
- 1回戦

全前橋野球倶楽部　10－6　全桐生硬友クラブ
太田球友野球倶楽部　15－0　大泉硬友野球クラブ
アゼリア館林硬式野球クラブ　6－3　全吾妻硬式野球倶楽部
全伊勢崎硬建クラブ　7－0　オール高崎野球倶楽部
- 2回戦（代表決定戦）

太田球友野球倶楽部　5－1　全前橋野球倶楽部
全伊勢崎硬建クラブ　12－2　アゼリア館林硬式野球クラブ
- 敗者復活戦（代表決定戦）

全前橋野球倶楽部　10－7　アゼリア館林硬式野球クラブ
- 準決勝

全伊勢崎硬建クラブ　9－2　太田球友野球倶楽部
- 決勝

富士重工業　2－0　全伊勢崎硬建クラブ
富士重工業、全伊勢崎硬建クラブ、太田球友野球倶楽部、全前橋野球倶楽部が北関東2次予選に進出

### 北関東2次予選
- 1回戦

富士重工業　10－1　THREE NINE CLUB
日立製作所　9－3　全前橋野球倶楽部
全足利クラブ　8－1　太田球友野球倶楽部
住友金属鹿島　7－1　全伊勢崎硬建クラブ
- 準決勝

富士重工業　8－5　日立製作所
住友金属鹿島　8－3　全足利クラブ
- 敗者復活1回戦

日立製作所　5－2　全足利クラブ
- 代表決定戦

住友金属鹿島　6－1　富士重工業
- 関東2次予選代表決定戦

富士重工業　1－0　日立製作所
住友金属鹿島が本戦出場、富士重工業は関東2次予選に進出

## 南関東地区

### 埼玉県1次予選
- 1回戦

松山OB野球団　4－1　都幾川倶楽部
全大宮野球団　6－5　全三郷硬式野球部
- 2回戦

ホンダ　35－0　松山OB野球団
川口球友クラブ　6－4　全熊谷硬式野球クラブ
全浦和野球団　11－1　かみかわ野球クラブ
日本通運　14－0　全大宮野球団
- 敗者復活1回戦

都幾川倶楽部　21－6　全熊谷硬式野球クラブ
かみかわ野球クラブ　23－2　全三郷硬式野球部
- 敗者復活2回戦

松山OB野球団　10－0　都幾川倶楽部
全大宮野球団　10－0　かみかわ野球クラブ
- 準決勝（代表決定戦）

ホンダ　18－1　川口球友クラブ
日本通運　17－0　全浦和野球団
- 敗者復活3回戦

全浦和野球団　10－0　松山OB野球団
全大宮野球団　12－2　川口球友クラブ
- 決勝

ホンダ　8－4　日本通運
- 第3代表決定戦

全浦和野球団　11－3　全大宮野球団
ホンダ、日本通運、全浦和野球団が南関東2次予選に進出

### 千葉県1次予選
- 1回戦

JR千葉支社硬式野球クラブ　1－0　東金球友倶楽部
野田市民硬式野球倶楽部　4－2　松戸B.C TYR
- 5,6位決定戦

東金球友倶楽部　6－1　松戸B.C TYR
- 準決勝（代表決定戦）

JFE東日本　9－0　JR千葉支社硬式野球クラブ
かずさマジック　9－1　野田市民硬式野球倶楽部
- 決勝

かずさマジック　4－1　JFE東日本
- 第3代表決定戦

JR千葉支社硬式野球クラブ　10－0　野田市民硬式野球倶楽部
かずさマジック、JFE東日本、JR千葉支社硬式野球クラブが南関東2次予選に進出

### 山梨県1次予選
- 1回戦

市川クラブ　21－1　桂クラブ
- 準決勝（代表決定戦）

オール櫛形　6－5　市川クラブ
大富士BASEBALL CREW　9－5　山梨球友クラブ
- 決勝

大富士BASEBALL CREW　7－4　オール櫛形
大富士BASEBALL CREW、オール櫛形が南関東2次予選に進出

### 南関東2次予選
- 1回戦

かずさマジック　13－0　オール櫛形
日本通運　13－0　JR千葉支社硬式野球クラブ
JFE東日本　12－0　全浦和野球団
ホンダ　10－0　大富士BASEBALL CREW
- 敗者復活1回戦

JR千葉支社硬式野球クラブ　8－1　オール櫛形
大富士BASEBALL CREW　6－2　全浦和野球団
- 準決勝

日本通運　4－0　かずさマジック
JFE東日本　8－4　ホンダ
- 敗者復活2回戦

ホンダ　5－1　JR千葉支社硬式野球クラブ
かずさマジック　10－0　大富士BASEBALL CREW
- 敗者復活3回戦

かずさマジック　4－3　ホンダ
- 第1代表決定戦

日本通運　7－3　JFE東日本
- 第2代表決定戦

かずさマジック　1x－0　JFE東日本　（延長12回）
日本通運、かずさマジックが本戦出場、JFE東日本は関東2次予選に進出

## 東京地区

### 1次予選
- 1回戦

全調布硬式野球倶楽部　5－4　REVENGE99
西多摩倶楽部　7－0　東京L.B.C
全府中野球倶楽部　7－1　東京弥生クラブ
- 2回戦

昭島ベースボールクラブ　5－0　全調布硬式野球倶楽部
東京好球倶楽部　7－0　武蔵野クラブ
西多摩倶楽部　9－2　東京自彊術クラブ
WIEN'94　3－0　全府中野球倶楽部
- 代表決定戦

東京好球倶楽部　7－4　昭島ベースボールクラブ
WIEN'94　9－5　西多摩倶楽部
- 敗者復活代表決定戦

西多摩倶楽部　8－3　昭島ベースボールクラブ
東京好球倶楽部、WIEN'94、西多摩倶楽部が2次予選に進出

### 2次予選
- 1回戦

WIEN'94　6－1　日本ウェルネススポーツ専門学校
西多摩倶楽部　3－0　東京好球倶楽部
- 2回戦

鷺宮製作所　7－0　WIEN'94
シダックス　11－0　東京ガス
NTT東日本　3－1　明治生命
JR東日本　12－1　西多摩倶楽部
- 敗者復活1回戦

東京ガス　6－1　WIEN'94
明治生命　4－0　西多摩倶楽部
- 準決勝

シダックス　4－1　鷺宮製作所
NTT東日本　1－0　JR東日本
- 敗者復活2回戦

JR東日本　9－0　東京ガス
鷺宮製作所　5－3　明治生命
- 敗者復活3回戦

JR東日本　4－2　鷺宮製作所
- 第1代表決定戦

シダックス　9－2　NTT東日本
- 第2代表決定戦

JR東日本　7－3　NTT東日本
- 第3代表決定戦

NTT東日本　7－2　鷺宮製作所
シダックス、JR東日本、NTT東日本が本戦出場、鷺宮製作所は関東2次予選に進出

## 神奈川地区
- 1回戦

全川崎クラブ　7－4　横浜球友クラブ
三菱重工横浜硬式野球クラブ　10－0　京浜野球倶楽部
横浜金港クラブ　5－4　相模原クラブ
住友電工横浜　3－1　WIEN BASEBALL CLUB
- 2回戦

東芝　11－1　全川崎クラブ
新日本石油　6－5　三菱重工横浜硬式野球クラブ
三菱ふそう川崎　15－0　横浜金港クラブ
日産自動車　13－0　住友電工横浜
- 敗者復活1回戦

三菱重工横浜硬式野球クラブ　13－3　全川崎クラブ
住友電工横浜　1－0　横浜金港クラブ
- 準決勝

東芝　2－0　新日本石油
三菱ふそう川崎　3－1　日産自動車
- 敗者復活2回戦

新日本石油　11－1　住友電工横浜
日産自動車　9－1　三菱重工横浜硬式野球クラブ
- 敗者復活3回戦

新日本石油　4－3　日産自動車
- 第1代表決定戦

東芝　5－3　三菱ふそう川崎
- 第2代表決定戦

三菱ふそう川崎　8－2　新日本石油
東芝、三菱ふそう川崎が本戦出場、新日本石油は関東2次予選に進出

## 関東地区
- 1回戦

富士重工業　5－4　JFE東日本
鷺宮製作所　1－0　新日本石油
- 敗者復活1回戦

新日本石油　3－1　JFE東日本
- 代表決定戦

富士重工業　5－3　鷺宮製作所
- 敗者復活代表決定戦

新日本石油　5－0　鷺宮製作所
富士重工業、新日本石油が本戦出場

## 東海地区

### 静岡県1次予選
- 1回戦

ヤマハ発動機硬式野球クラブ　11－6　静岡硬式野球倶楽部
富士クラブ　3－2　遠州トラック野球クラブ
ケイ・スポーツベースボールクラブ　10－0　浜松ウナポンズ
- 2回戦

ヤマハ発動機硬式野球クラブ　7－0　エースコンクラブ
裾野ベースボールクラブ　4－0　富士クラブ
ケイ・スポーツベースボールクラブ　10－1　中電硬式野球クラブ
- 決勝リーグ

第1戦　ケイ・スポーツベースボールクラブ　1－0　ヤマハ発動機硬式野球クラブ
第2戦　ケイ・スポーツベースボールクラブ　4－3　裾野ベースボールクラブ
（ケイ・スポーツベースボールクラブの2勝で第3戦打ち切り）
ケイ・スポーツベースボールクラブが東海2次予選に進出

### 愛知・三重県1次予選
- 1回戦

愛知ベースボール倶楽部　11－1　名古屋硬式野球倶楽部
- 2回戦

明野レジェンズ　4－3　全三重クラブ
愛知ベースボール倶楽部　15－2　奥伊勢クラブ
- 代表決定戦

愛知ベースボール倶楽部　12－1　明野レジェンズ
愛知ベースボール倶楽部が東海2次予選に進出

### 東海2次予選
- 予選Aリーグ

第1戦　東邦ガス　3－1　王子製紙
第2戦　三菱自動車岡崎　11－1　ホンダ鈴鹿
第3戦　東邦ガス　11－6　ホンダ鈴鹿
第4戦　三菱自動車岡崎　5－3　王子製紙
第5戦　三菱自動車岡崎　5－2　東邦ガス
第6戦　王子製紙　5－2　ホンダ鈴鹿
（予選結果　1位：三菱自動車岡崎（3勝）、2位：東邦ガス（2勝1敗）、3位：王子製紙（1勝2敗）、4位（予選敗退）：ホンダ鈴鹿（3敗））
- 予選Bリーグ

第1戦　東海REX　8－5　愛知ベースボール倶楽部
第2戦　三菱重工名古屋　4－0　一光
第3戦　東海REX　3－1　一光
第4戦　三菱重工名古屋　7－2　愛知ベースボール倶楽部
第5戦　愛知ベースボール倶楽部　3－1　一光
第6戦　三菱重工名古屋　7－4　東海REX
（予選結果　1位：三菱重工名古屋（3勝）、2位：東海REX（2勝1敗）、3位：愛知ベースボール倶楽部（1勝2敗）、4位（予選敗退）：一光（3敗））
- 予選Cリーグ

第1戦　JR東海　11－1　陸上自衛隊富士学校
第2戦　昭和コンクリート　2－1　西濃運輸
第3戦　昭和コンクリート　3－0　JR東海
第4戦　西濃運輸　17－0　陸上自衛隊富士学校
第5戦　JR東海　8－2　西濃運輸
第6戦　昭和コンクリート　14－2　陸上自衛隊富士学校
（予選結果　1位：昭和コンクリート（3勝）、2位：JR東海（2勝1敗）、3位：西濃運輸（1勝2敗）、4位（予選敗退）：陸上自衛隊富士学校（3敗））
- 予選Dリーグ

第1戦　ヤマハ　3－1　東海理化
第2戦　トヨタ自動車　8－0　ケイ・スポーツベースボールクラブ
第3戦　東海理化　3－2　トヨタ自動車
第4戦　ヤマハ　3－0　ケイ・スポーツベースボールクラブ
第5戦　東海理化　6－3　ケイ・スポーツベースボールクラブ
第6戦　トヨタ自動車　4－0　ヤマハ
（予選結果　1位：トヨタ自動車（2勝1敗）、2位：東海理化（2勝1敗）、3位：ヤマハ（1勝2敗）、4位（予選敗退）：ケイ・スポーツベースボールクラブ（3敗））
（1位～3位は直接対決（2試合ずつ）の失点数順、得点数順で決定）
（各リーグの1位は第1,2代表決定トーナメント2回戦、2位と3位は第1,2代表決定トーナメント1回戦にそれぞれ出場）
- 第1,2代表決定トーナメント1回戦

西濃運輸　7－1　東海REX
ヤマハ　7－4　JR東海
王子製紙　7－2　東海理化
東邦ガス　7－4　愛知ベースボール倶楽部
- 第5,6代表敗者復活トーナメント1回戦

東海REX　3－2　東海理化
JR東海　13－0　愛知ベースボール倶楽部
- 第1,2代表決定トーナメント2回戦

西濃運輸　6－0　三菱自動車岡崎
三菱重工名古屋　1－0　ヤマハ
王子製紙　3－0　昭和コンクリート
トヨタ自動車　2－0　東邦ガス
- 第3,4代表敗者復活トーナメント1回戦

三菱自動車岡崎　3－1　ヤマハ
昭和コンクリート　9－1　東邦ガス
- 第5,6代表敗者復活トーナメント2回戦

ヤマハ　2－1　東海REX
東邦ガス　3－2　JR東海
- 第1,2代表決定トーナメント3回戦（代表決定戦）

三菱重工名古屋　4x－3　西濃運輸
トヨタ自動車　4－3　王子製紙
- 第3,4代表敗者復活トーナメント2回戦（代表決定戦）

西濃運輸　5－0　三菱自動車岡崎
昭和コンクリート　1－0　王子製紙
- 第5,6代表敗者復活トーナメント3回戦（代表決定戦）

三菱自動車岡崎　4－1　ヤマハ
東邦ガス　4－3　王子製紙
- 第1,2代表決定戦

トヨタ自動車　8－7　三菱重工名古屋
- 第3,4代表決定戦

昭和コンクリート　3－1　西濃運輸
- 第5,6代表決定戦

三菱自動車岡崎　8－6　東邦ガス
トヨタ自動車、三菱重工名古屋、昭和コンクリート、西濃運輸、三菱自動車岡崎、東邦ガスが本戦出場

## 北信越地区

### 新潟県1次予選
- 1回戦

新潟コンマーシャル倶楽部　4－2　新潟パッシオーネクラブ
新潟クラブ野球団　9－7　佐渡軍団
野田サンダーズ　6－3　オール飯豊
オール東　6－3　ファイティングスピリット
MGクラブ　6－2　オール長岡野球倶楽部
新潟工業クラブ　17－10　両津リバティースター
新津クラブ　2－1　にいがたKD
- 2回戦

新潟クラブ野球団　5－4　新潟コンマーシャル倶楽部
野田サンダーズ　10－2　オール東
MGクラブ　5－0　新潟工業クラブ
新津クラブ　5－3　五泉クラブ
- 代表決定戦

野田サンダーズ　4－3　新潟クラブ野球団
新津クラブ　（不戦勝）　MGクラブ
- 代表順位決定リーグ戦

第1戦　バイタルネット　7－1　野田サンダーズ
第2戦　バイタルネット　17－0　新津クラブ
第3戦　野田サンダーズ　12－3　新津クラブ
バイタルネット、野田サンダーズ、新津クラブが北信越2次予選に進出

### 長野県1次予選
- 1回戦（代表決定戦）

TDK千曲川　5－0　NTT信越硬式野球クラブ
フェデックス　6－1　長野好球クラブ
- 決勝

TDK千曲川　8－1　フェデックス
- 第3代表決定戦

NTT信越硬式野球クラブ　5－0　長野好球クラブ
TDK千曲川、フェデックス、NTT信越硬式野球クラブが北信越2次予選に進出

### 富山県1次予選
- 対抗戦

北銀クラブ　4－1　伏木海陸運送
両チームとも北信越2次予選に進出

### 北信越2次予選
- 1回戦

北銀クラブ　10－3　野田サンダーズ
伏木海陸運送　4－1　バイタルネット
TDK千曲川　7－1　新津クラブ
NTT信越硬式野球クラブ　7－1　フェデックス
- 準決勝

北銀クラブ　5－4　伏木海陸運送
NTT信越硬式野球クラブ　3－2　TDK千曲川
- 代表決定戦

NTT信越硬式野球クラブ　3－1　北銀クラブ
NTT信越硬式野球クラブが本戦出場

## 京滋奈兵地区

### 滋賀県1次予選
- 1回戦

近江八幡野球クラブ　5－4　瀬田クラブ
- 2回戦（代表決定戦）

日本IBM野洲　15－1　全大津野球団
甲賀健康医療専門学校　5－0　近江八幡野球クラブ
- 決勝

日本IBM野洲　27－0　甲賀健康医療専門学校
日本IBM野洲、甲賀健康医療専門学校が京滋奈兵2次予選に進出

### 京都府1次予選
- クラブリーグ戦

第1戦　東山クラブ　11－3　京都フルカウンツ
第2戦　鴨沂クラブ　17－17　京都フルカウンツ
第3戦　鴨沂クラブ　7－2　東山クラブ
- 1回戦

島津製作所　9－1　鴨沂クラブ
東山クラブ　8－3　高島屋グループ
- 2回戦

島津製作所　1－0　ニチダイ
日本新薬　8－1　東山クラブ
- 敗者復活1回戦

高島屋グループ　10－2　鴨沂クラブ
ニチダイ　14－7　東山クラブ
- 敗者復活2回戦

ニチダイ　16－0　高島屋グループ
- 第1代表決定戦

日本新薬　11－0　島津製作所
- 第2代表決定戦

ニチダイ　10－2　島津製作所
日本新薬、ニチダイが京滋奈兵2次予選に進出

### 奈良県1次予選
- 1回戦

ミキハウス　7－0　フリーダム生駒クラブ
GSG斑鳩クラブ　6－2　一城クラブ
奈良アンビションズクラブ　10－9　奈良産業大学OBクラブ
大和高田クラブ　10－0　帝塚山大学OBクラブ
- 敗者復活1回戦

一城クラブ　15－8　フリーダム生駒クラブ
奈良産業大学OBクラブ　10－3　帝塚山大学OBクラブ
- 準決勝

ミキハウス　8－0　GSG斑鳩クラブ
大和高田クラブ　10－5　奈良アンビションズクラブ
- 敗者復活2回戦

一城クラブ　1－0　奈良アンビションズクラブ
奈良産業大学OBクラブ　3－1　GSG斑鳩クラブ
- 敗者復活3回戦

奈良産業大学OBクラブ　10－8　一城クラブ
- 第1代表決定戦

大和高田クラブ　5－4　ミキハウス
- 第2代表決定戦

ミキハウス　12－3　奈良産業大学OBクラブ
大和高田クラブ、ミキハウスが京滋奈兵2次予選に進出

### 兵庫県1次予選
- 1回戦

新日鐵広畑　8－1　アスピア学園
三菱重工神戸　4－1　全播磨硬式野球団
- 敗者復活戦

全播磨硬式野球団　2－1　アスピア学園
- 第1代表決定戦

三菱重工神戸　7－1　新日鐵広畑
- 第2代表決定戦

新日鐵広畑　2－1　全播磨硬式野球団
三菱重工神戸、新日鐵広畑が京滋奈兵2次予選に進出

### 京滋奈兵2次予選
- 1回戦

日本IBM野洲　4－2　新日鐵広畑
大和高田クラブ　5－4　ニチダイ
三菱重工神戸　6－4　ミキハウス
日本新薬　10－0　甲賀健康医療専門学校
- 敗者復活1回戦

新日鐵広畑　6－2　ニチダイ
ミキハウス　13－0　甲賀健康医療専門学校
- 2回戦

大和高田クラブ　5－4　日本IBM野洲
日本新薬　4－3　三菱重工神戸
- 敗者復活2回戦

新日鐵広畑　6－0　三菱重工神戸
日本IBM野洲　10－4　ミキハウス
- 敗者復活3回戦

新日鐵広畑　6－4　日本IBM野洲
- 第1代表決定戦

日本新薬　9－4　大和高田クラブ
- 第2代表決定戦

新日鐵広畑　2－1　大和高田クラブ
日本新薬、新日鐵広畑が本戦出場、大和高田クラブは近畿2次予選に進出

## 阪和地区

### 1次予選
- クラブリーグ戦

第1戦　箕島球友会　21－1　大阪ペーシェンスクラブ
第2戦　中山硬式野球クラブ　8－0　大阪ウイング硬式野球クラブ
第3戦　中山硬式野球クラブ　10－0　大阪ペーシェンスクラブ
第4戦　大阪ウイング硬式野球クラブ　3－1　泉州大阪野球団
第5戦　箕島球友会　13－4　大阪ウイング硬式野球クラブ
第6戦　中山硬式野球クラブ　5－3　泉州大阪野球団
第7戦　大阪ペーシェンスクラブ　8－7　大阪ウイング硬式野球クラブ
第8戦　箕島球友会　6－5　泉州大阪球友会
第9戦　大阪ペーシェンスクラブ　7－4　泉州大阪野球団
第10戦　箕島球友会　4－1　中山硬式野球クラブ
（予選結果　1位・箕島球友会、2位・中山硬式野球クラブ、3位・大阪ペーシェンスクラブ、4位・大阪ウイング硬式野球クラブ、5位・泉州大阪野球団）
箕島球友会、中山硬式野球クラブ、大阪ペーシェンスクラブが2次予選に進出

### 2次予選
- 1回戦

NTT西日本　7－0　中山硬式野球クラブ
松下電器　9－0　箕島球友会
日本生命　4－2　デュプロ
大阪ガス　2－0　大阪ペーシェンスクラブ
- 敗者復活1回戦

箕島球友会　7－0　中山硬式野球クラブ
デュプロ　13－0　大阪ペーシェンスクラブ
- 2回戦

NTT西日本　8－1　松下電器
日本生命　11－8　大阪ガス
- 敗者復活2回戦

大阪ガス　7－0　箕島球友会
松下電器　11－1　デュプロ
- 敗者復活3回戦

大阪ガス　4－0　松下電器
- 第1代表決定戦

NTT西日本　5－1　日本生命
- 第2代表決定戦

大阪ガス　2－1　日本生命
- 第3代表決定戦

日本生命　8－2　松下電器
NTT西日本、大阪ガス、日本生命が本戦出場、松下電器は近畿2次予選に進出

## 近畿地区
- 代表決定戦

松下電器　8－1　大和高田クラブ
松下電器が本戦出場

## 中国地区

### 岡山県1次予選
- 代表決定戦

第1戦　三菱自動車水島　6－0　柵原クラブ
第2戦　三菱自動車水島　7－0　柵原クラブ
三菱自動車水島が中国2次予選に進出

### 広島県1次予選
- 1回戦

常石鉄工　9－1　広島ウェルネススポーツ学院
ワイテック　7－0　広島鯉城クラブ
三菱三原硬式野球クラブ　2－1　広島医療体育学院
- 2回戦（代表決定戦）

リースキン広島　14－4　常石鉄工
NTT西日本中国野球クラブ　3－2　ワイテック
JR西日本　9－0　三菱三原硬式野球クラブ
JFE西日本　8－7　三菱重工広島
- 敗者復活1回戦

広島ウェルネススポーツ学院　6－1　広島鯉城クラブ
常石鉄工　5－1　広島医療体育学院
ワイテック　3－0　三菱三原硬式野球クラブ
- 敗者復活2回戦（代表決定戦）

三菱重工広島　4－0　広島ウェルネススポーツ学院
常石鉄工　9－8　ワイテック
- 準決勝

NTT西日本中国野球クラブ　2－1　リースキン広島
JFE西日本　8－4　JR西日本
- 決勝

JFE西日本　8－0　NTT西日本中国野球クラブ
JFE西日本、NTT西日本中国野球クラブ、JR西日本、リースキン広島、三菱重工広島、常石鉄工が中国2次予選に進出

### 山口県1次予選
- 1回戦

防府クラブ　11－3　航空自衛隊防府クラブ
光シーガルズ　18－0　海上自衛隊岩国クラブ
- 代表決定戦

光シーガルズ　4－0　防府クラブ
光シーガルズが中国2次予選に進出

### 中国2次予選
- 予選Aリーグ

第1戦　三菱重工広島　12－3　JFE西日本
第2戦　JR西日本　7－5　光シーガルズ
第3戦　三菱重工広島　7－4　JR西日本
第4戦　三菱重工広島　12－6　光シーガルズ
第5戦　JFE西日本　4－1　JR西日本
第6戦　JFE西日本　7－2　光シーガルズ
（予選結果　1位・三菱重工広島（3勝）、2位・JFE西日本（2勝1敗）、3位・JR西日本（1勝2敗）、4位・光シーガルズ（3敗））
- 予選Eリーグ

第1戦　NTT西日本中国野球クラブ　4－3　三菱自動車水島
第2戦　リースキン広島　8－4　NTT西日本中国野球クラブ
第3戦　三菱自動車水島　5－0　常石鉄工
第4戦　リースキン広島　7－5　常石鉄工
第5戦　NTT西日本中国野球クラブ　5－2　常石鉄工
第6戦　リースキン広島　7－3　三菱自動車水島
（予選結果　1位・リースキン広島（3勝）、2位・NTT西日本中国野球クラブ（2勝1敗）、3位・三菱自動車水島（1勝2敗）、4位・常石鉄工（3敗））
- 決勝トーナメント1回戦

NTT西日本中国野球クラブ　2－1　三菱重工広島
JFE西日本　1－0　リースキン広島
- 敗者復活戦

三菱重工広島　6－0　リースキン広島
- 第1代表決定戦

NTT西日本中国野球クラブ　6－4　JFE西日本　（延長11回）
- 第2代表決定戦

JFE西日本　7－3　三菱重工広島
NTT西日本中国野球クラブ、JFE西日本が本戦出場

## 四国地区

### 1次予選
- リーグ戦

第1戦　松山フェニックス　8－0　徳島野球倶楽部
第2戦　JR四国　4－3　四国銀行
第3戦　JR四国　13－0　徳島野球倶楽部
第4戦　四国銀行　2－1　松山フェニックス
第5戦　JR四国　4－3　松山フェニックス
第6戦　四国銀行　11－2　徳島野球倶楽部
（最終結果　1位・JR四国、2位・四国銀行、3位・松山フェニックス、4位・徳島野球倶楽部）
JR四国、四国銀行が2次予選に進出

### 2次予選
- 代表決定対抗戦

第1戦　JR四国　4－1　四国銀行
第2戦　四国銀行　11－9　JR四国
第3戦　四国銀行　3x－2　JR四国
四国銀行が本戦出場

## 九州地区

### 福岡県1次予選
- 1回戦

日産自動車九州　3－0　新日鐵八幡
九州三菱自動車　18－0　DTJ福岡
- 準決勝

日産自動車九州　5－1　JR九州
九州三菱自動車　1－0　沖データ・コンピュータ教育学院
- 決勝

九州三菱自動車　4－3　日産自動車九州
全チームが九州2次予選に進出

### 沖縄県1次予選
- 対抗戦

沖縄電力　18－0　SOLA沖縄
両チームが九州2次予選に進出

### 九州2次予選
- 1回戦

JR九州　11－1　SOLA沖縄
沖データ・コンピュータ教育学院　4－1　佐世保ドリームスターズ
大分ハーキュリーズ　22－0　DTJ福岡
九州三菱自動車　8－1　沖縄電力
- 2回戦

JR九州　4－3　ホンダ熊本
日産自動車九州　13－0　沖データ・コンピュータ教育学院
新日鐵八幡　3－0　大分ハーキュリーズ
三菱重工長崎　5－2　九州三菱自動車
- 敗者復活1回戦

大分ハーキュリーズ　16－0　SOLA沖縄
九州三菱自動車　10－0　佐世保ドリームスターズ
沖データ・コンピュータ教育学院　5－4　沖縄電力
ホンダ熊本　（不戦勝）　DTJ福岡
- 敗者復活2回戦

大分ハーキュリーズ　7－5　九州三菱自動車
ホンダ熊本　4－0　沖データ・コンピュータ教育学院
- 準決勝

日産自動車九州　4－3　JR九州
新日鐵八幡　6－0　三菱重工長崎
- 敗者復活3回戦

JR九州　4－0　大分ハーキュリーズ
ホンダ熊本　3－0　三菱重工長崎
- 第3代表決定トーナメント1回戦

三菱重工長崎　9－2　大分ハーキュリーズ
- 敗者復活4回戦

ホンダ熊本　3－0　JR九州
- 第3代表決定トーナメント2回戦

三菱重工長崎　2－1　JR九州
- 第1代表決定戦

日産自動車九州　9－0　新日鐵八幡
- 第2代表決定戦

ホンダ熊本　8－2　新日鐵八幡
- 第3代表決定戦

三菱重工長崎　10－5　新日鐵八幡
日産自動車九州、ホンダ熊本、三菱重工長崎が本戦出場